# John H. Harmanson
John Henry Harmanson, född 15 januari 1803 i Norfolk, Virginia, död 24 oktober 1850 i Washington, D.C., var en amerikansk politiker (demokrat). Han var ledamot av USA:s representanthus från 1845 fram till sin död.
Harmansons grav finns på en privat begravningsplats i Pointe Coupee Parish i Louisiana och hans kenotaf finns på Congressional Cemetery i Washington, D.C.